# Кошки-мышки (фильм, 1972)
«Кошки-мышки» (венг. Macskajáték) — венгерский фильм 1972 года режиссёра Карой Макка по роману Иштвана Эркени. Фильм номинировался на «Золотую пальмовую ветвь» Каннского кинофестиваля 1974 года и на «Оскар» (1975) в категории «Лучший фильм на иностранном языке».

## Сюжет
По роману Иштвана Эркени: история двух пожилых сестёр, в юности знаменитых красавиц, которые обмениваются письмами и вспоминают юные годы.

## В ролях
- Маргит Дайка — Эрзи Орбан
  - Илдико Пирош — Эрзи в юном возрасте
- Эльма Булла — Гизи Орбан
  - Ева Домбради — Гизи в юном возрасте
- Шаму Балаш — Виктор Чермлени
- Маргит Макай — Паула
- Мари Тёрёчик — горничная
- Дьёндьи Бюрёш — Илус, дочь миссис Орбан
- Аттила Тилл — Йоржи, муж Илус
- Эржи Орсоля — домоправительница
- Тибор Силаги — директор школы
- Эрнё Байор Надь — сын Гизы